# Carl Sattler
Carl Sattler (* 6. November 1877 in Florenz, Italien als Carlo Sattler; † 13. Januar 1966 in München) war ein deutscher Architekt und Hochschullehrer. Der Maler Ernst Sattler (1840–1923) war sein Vater, die Bildhauerin Irene Sattler seine Schwester.

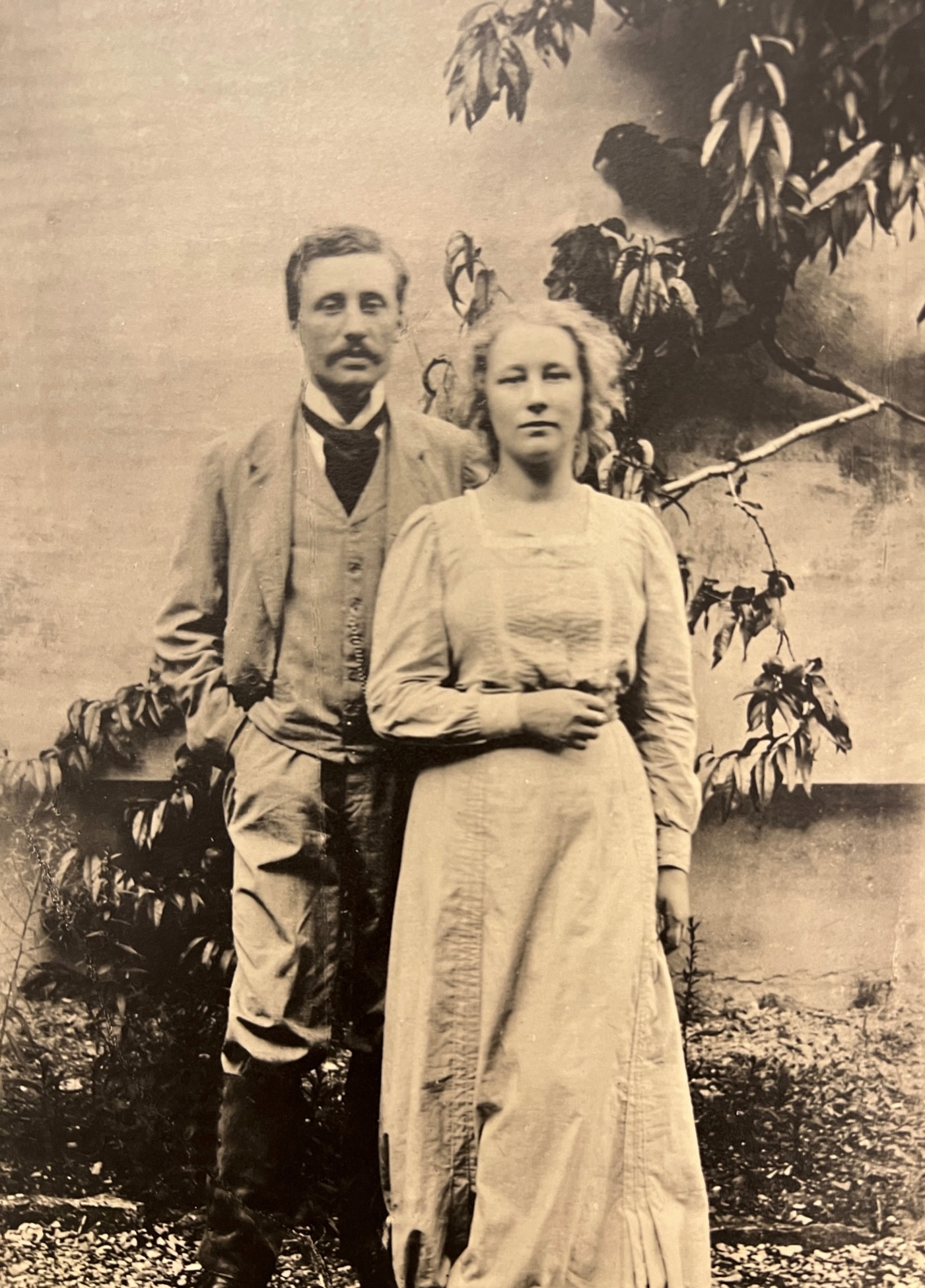
Die Geschwister Carl und Irene Sattler um 1898

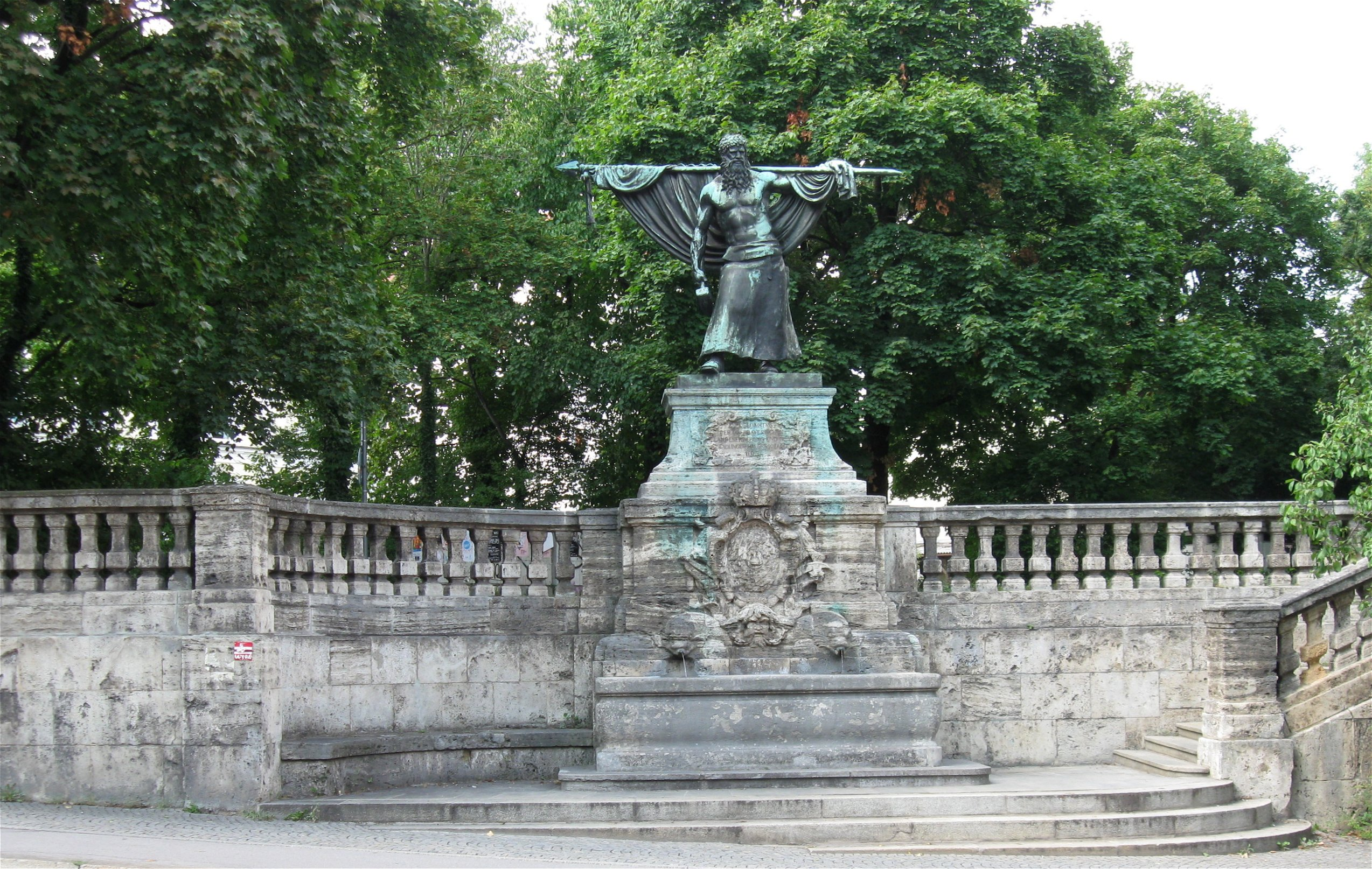
Schmied-von-Kochel-Denkmal

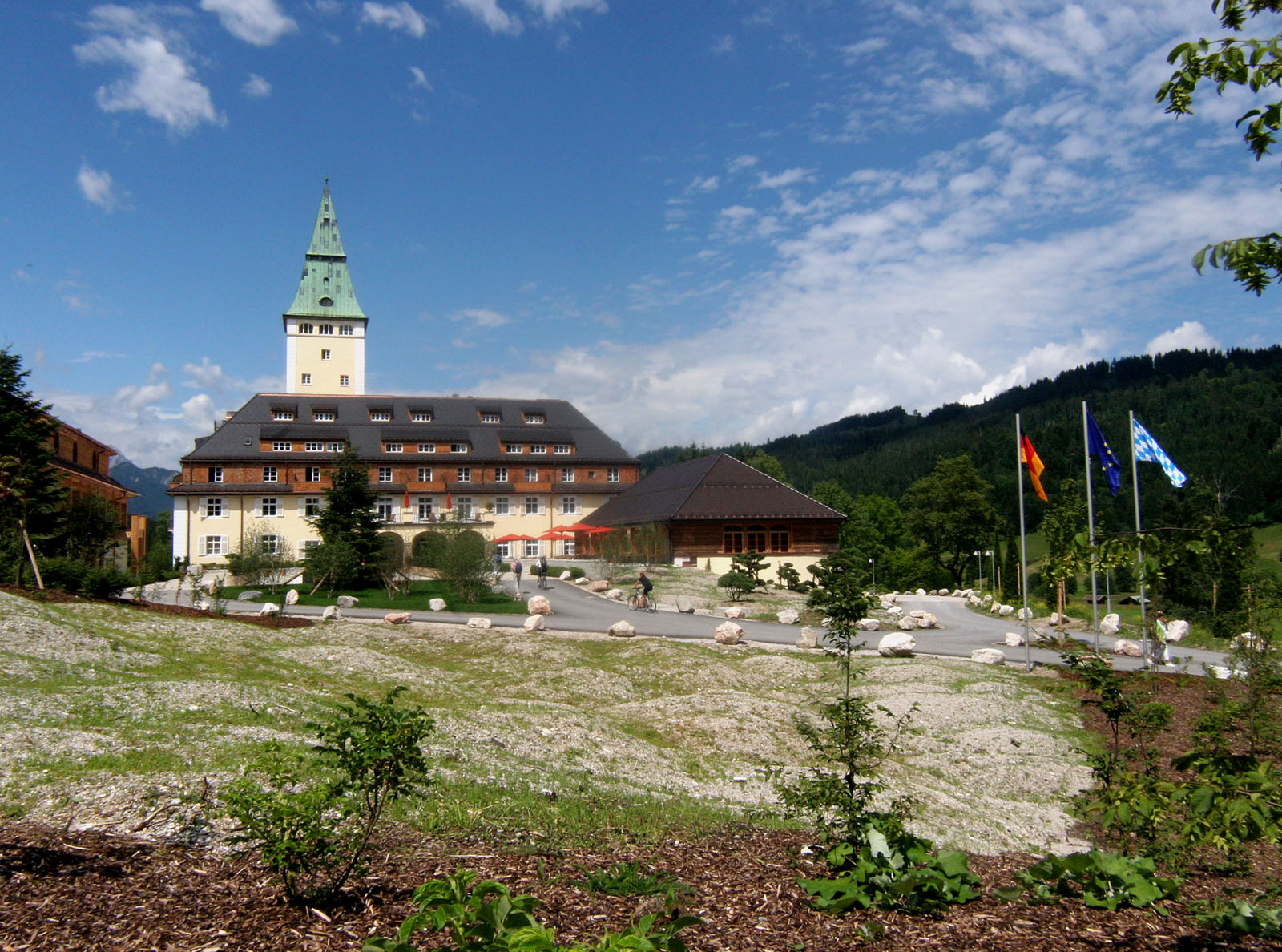
Ehemaliges Sanatorium Elmau

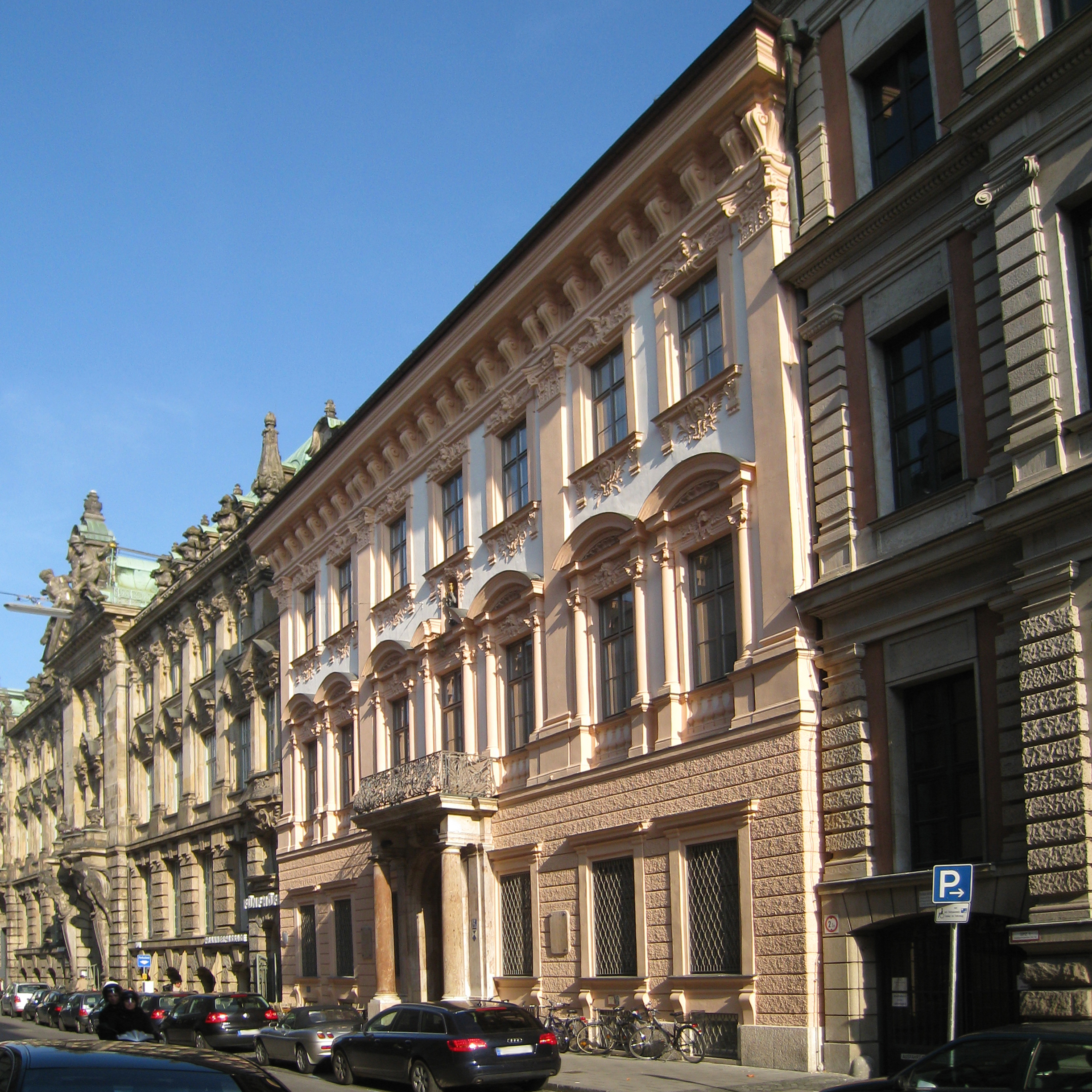
Palais Porcia

## Leben
Carl Sattler studierte von 1896 bis 1898 Architektur an der Technischen Hochschule Dresden, unter anderem bei Paul Wallot und Cornelius Gurlitt. Anschließend arbeitete er bis 1906 bei seinem Schwiegervater Adolf von Hildebrand in München und Florenz. Danach war er in seinem eigenen Architekturbüro in München tätig. Während der Münchner Räterepublik war Sattler Mitglied des Künstlerrats. 1925 bis 1933 war Sattler Direktor der Kunstgewerbeschule München als Nachfolger von Richard Riemerschmid. Nach dem Zweiten Weltkrieg war er 1946 bis 1947 Präsident der Akademie der Bildenden Künste München.
Für die Kaiser-Wilhelm-Gesellschaft hat Sattler mehrere Gebäude errichtet.
Sein Sohn Dieter Sattler (1906–1968) war ebenfalls Architekt und Kulturpolitiker. Sein Enkel Christoph Sattler (* 1938) ist Mitgründer des Architekturbüros Hilmer & Sattler und Albrecht. Als Dieter Sattler maßgeblich die Gründung der Bayerischen Akademie der Schönen Künste vorantrieb, wurde Carl Sattler 1948 Gründungsmitglied.

## Werk (Auswahl)
- 1906: Wittelsbacherbrunnen in Eichstätt (mit Irene Georgii-Hildebrand)
- 1906–1911: Schmied-von-Kochel-Denkmal in München-Sendling (Bronze-Standbild von Bildhauer Carl Ebbinghaus)
- 1908–1911: Erweiterung der Gartenanlage (mit Gartensaal und Badehaus) zur Villa Boveri in Baden, Schweiz
- 1910–1912: Villa Loeb mit Gartenhaus in München
- 1910–1911: großes Pensionshaus der Bildungsanstalt für Musik und Rhythmus von Émile Jaques-Dalcroze in der Gartenstadt Hellerau
- 1912: Schloss Hochried in Murnau am Staffelsee
- 1913: Umbau und Erweiterung von Haus Riedberg in Garmisch
- 1914–1916: Sanatorium und Erholungszentrum Elmau (mit Johannes Müller)
- 1914–1926: Sanatorium Dr. Weidner in Loschwitz
- 1926–1927: Forschungsanstalt für Anthropologie der Kaiser-Wilhelm-Gesellschaft in Berlin-Dahlem
- 1927–1928: Deutsche Forschungsanstalt für Psychiatrie in München, Kraepelinstraße
- 1928–1929: Harnack-Haus in Berlin-Dahlem
- 1929: Neurologische Kliniken der Kaiser-Wilhelm-Gesellschaft in Berlin-Buch
- 1929–1930: Studentenhaus Erlangen
- 1938–1941 und 1949–1950: Bayerische Landeszentralbank in München
- 1945–1953: Wiederaufbau des Palais Porcia für die Bayerische Vereinsbank in München

## Auszeichnungen
- 1959: Bayerischer Verdienstorden
- 1954: Großes Bundesverdienstkreuz